# 辐照肿胀
辐照肿胀（英語：radiation swelling）是指核燃料，如二氧化铀陶瓷核燃料，在核反应堆内使用的过程中出现的体积增大，密度减小的现象。其中，由中子辐射导致的核燃料膨胀被称为“中子诱发膨胀”。

## 原因
核燃料辐照肿胀主要是由两方面的因素造成的：一方面，燃料中的裂变元素发生核裂变后，由一个较大的原子分裂成了两个质量相对较小的原子，造成体积膨胀；另一方面是裂变产物中可能包含气体元素，这些气体聚集形成气泡，镶嵌在燃料中，使燃料的密度减小、体积增大，发生肿胀。

## 影响
核燃料芯块的肿胀使燃料与包壳贴紧，甚至发生芯块-包壳机械相互作用，引起包壳管的径向变形和轴向变形，应力集中造成包壳管破损。所以辐照肿胀是核燃料棒寿命的限制因素之一。